# Годин, Юрий Николаевич
Юрий Николаевич Годин (1912—1962) — советский учёный в области геологии и геофизики, академик Академии наук Туркменской ССР (1959). Член КПСС с 1951 года.

## Биография
Окончил Ленинградский горный институт (1936).
- 1930—1932 наблюдатель, старший техник геофизических партии;
- 1932—1934 прораб, начальник отряда, начальник геофизических партий объединения «Средазнефть»;
- 1936—1941 геофизик- вычислитель, начальник геофизических партии преподаватель в Ленинградском горном институте, ВКГР;
- 1941—1942 после начала войны участвовал в партизанском движении. В июле 1941 г. арестован и сослан в Сибирь. Освобожден весной 1942 г. со снятием всех обвинений.
- 1942—1954 технорук, главный инженер — зам. управляющего Государственного союзного геофизического треста (ГСГТ);
- 1954—1959 старший научный сотрудник, начальник экспедиции ВНИИ геофизики;
- 1959—1960 руководитель отдела разведочной геофизики и сейсмологии при Президиуме АН Тур. ССР;
- 1961 директор Института геологии АН Туркменской ССР.

## Научная деятельность
Руководил геофизической разведкой на нефть в восточном Казахстане, Туркмении, на Русской платформе.
Один из первооткрывателей месторождений нефти и газа в Туркмении и Узбекистане. Определил перспективные области для разведки на нефть и газ на территории Туркмении, Татарской АССР и Башкирской АССР, Куйбышевской и Оренбургской областях РСФСР.

## Награды и звания
Доктор геолого-минералогических наук, академик Академии наук Туркменской ССР (1959).
Сталинская премия (1951) — за открытие месторождения нефти Кум-Даг.
Ленинская премия (1962) — за открытие и промышленную оценку крупнейшего Ленинского нефтяного месторождения в Туркменской ССР.